# Würzburg-Riese

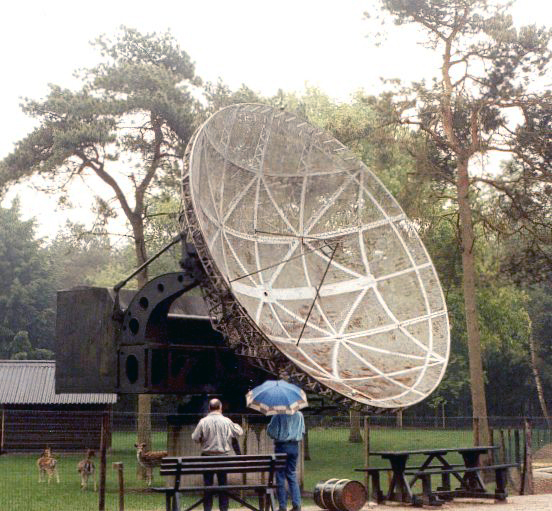
Radaranlage Würzburg-Riese

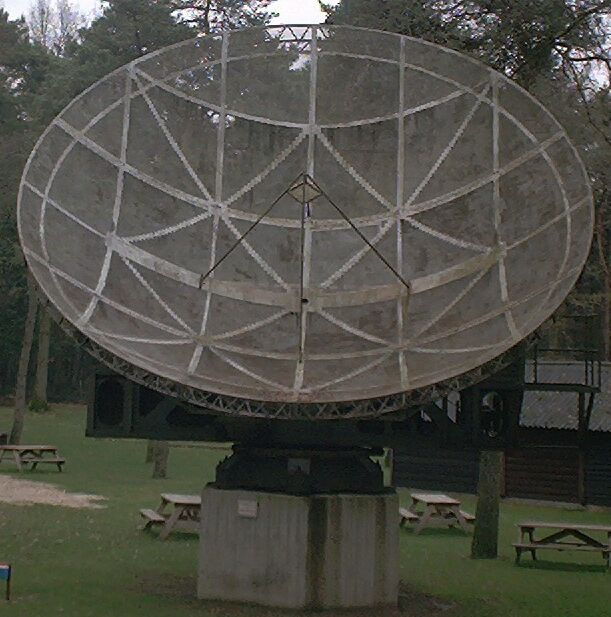
Radaranlage Würzburg-Riese, Vorderansicht

Würzburg-Riese, eigentlich Funkmessgerät 65, kurz FuMG 65, war der Deckname eines Radargeräts von Telefunken, das während des Luftkriegs im Zweiten Weltkrieg zur Ortung feindlicher Flugzeuge diente. Es handelte sich um eine vergrößerte Version des FuMG 62 Würzburg und verwendete wie dieses Frequenzen um 560 MHz (Dezimeterwellen). Technisch anspruchsvoll war die präzise Steuerung des 11 Tonnen schweren drehbaren Teils aus Parabolspiegel und Bedienkabine, was mit einem von der AEG entwickelten Leonardsatz realisiert wurde.
Die Mitte 1941 eingeführten ortsfesten „Riesen“ (Bezeichnung: Funk-Sende-Empfangsgerät FuSE 65 bzw. Funkmessgerät FuMG 65) dienten zur Führung der Nachtjäger der Luftwaffe und wurden zur Feuerleitung auf den Leittürmen der großen Flaktürme installiert. Die mobilen Würzburg-Riesen FuSE 65 E waren auf Eisenbahnwagen montiert, während die ortsfeste Ausführung für die Kriegsmarine das Funkmess-Ortungsgerät FuMO 214 war, das zur Feuerleitung ihrer Küstenartillerie (z. B. der Festung Fjell) Verwendung fand.

## Leistungsdaten
- Suchbereich: 360 Grad
- Reichweite:
  - Suchen: 60–80 km
  - Peilung: 50–60 km
- Sendefrequenz: 560 MHz
- Peilverfahren: Minimumpeilung

## Einsatz im Zweiten Weltkrieg

### Einsatz gegen nächtliche Bombardierung

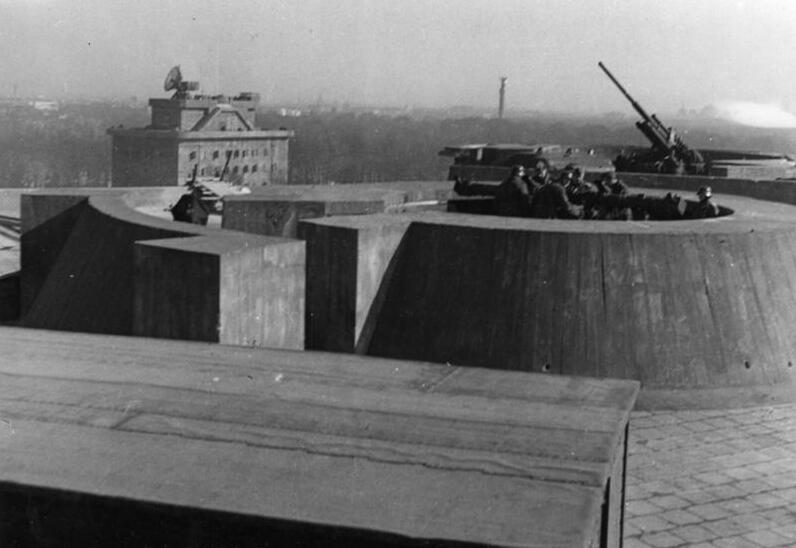
Flakturm Tiergarten in Berlin mit Flakgeschütz. Auf dem Leitturm im Hintergrund ein Würzburg-Riese.

Der Luftwaffenexperte und General Josef Kammhuber, Kommandeur der Nachtjäger, plante und realisierte eine Verteidigungslinie aus sogenannten „Himmelbett“-Stellungen, die bei den Engländern unter dem Namen ihres Organisators als „Kammhuber-Linie“ bekannt wurde. Die zuletzt über 1000 km lange Linie zog sich von Dänemark bis nach Nordfrankreich und war ein ausgeklügeltes System aus Funkmessstellungen, Nachtjägerflugplätzen, Flakbatterien und Flugwachen, die alle telefonisch mit Jägerleitständen verbunden waren. Die Radarstationen mit sich überschneidenden Erfassungsbereichen sowie Scheinwerferstellungen und startbereite Nachtjägereinheiten sollten die britischen und später auch amerikanischen Flieger vom deutschen Luftraum fernhalten. Ein zentrales Informationszentrum von mehreren Gefechtsständen der Kammhuberlinie befand sich in dem Gefechtsstand der 3. Jagddivision, einer Bunkeranlage im niederländischen Schaarsbergen bei Arnheim. Der Bunker der 3. Jagddivision ist erhalten und wird als „Hulpdepot van het Algemeen Rijksarchief“ genutzt; er findet sich neben der Zufahrt zum südlichen Eingangsbereich des Nationalparks Hoge Veluwe am Koningsweg.

### Störung und Gegenmaßnahme

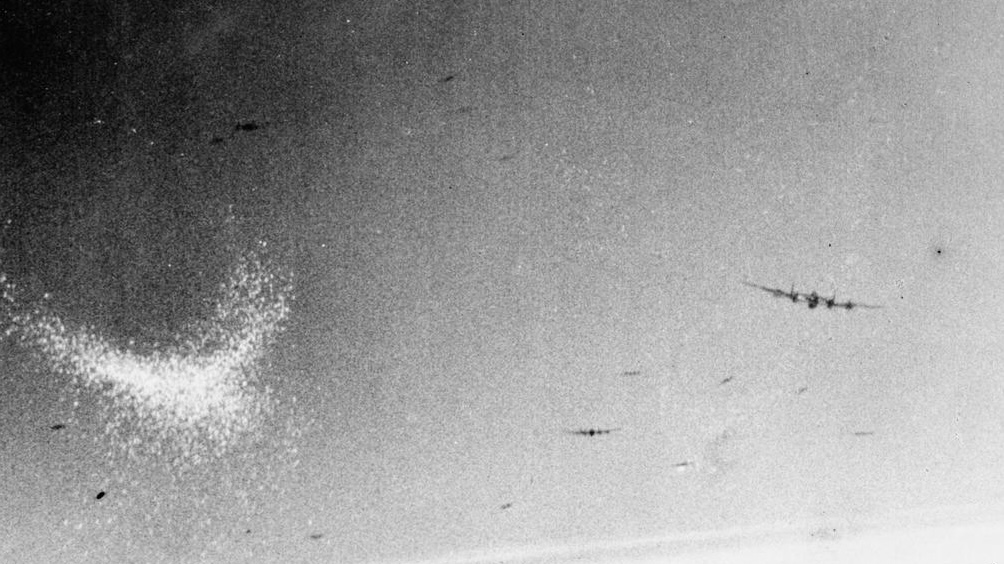
Ein Lancaster-Bomber der Royal Air Force (RAF) beim Abwurf von „Window“ (weiße Wolke links).

Ab Juli 1943 störten die Alliierten die Wirksamkeit der Radaranlagen durch das Abwerfen von Stanniolstreifen (Düppel). Die vielen Radioechos irritierten zunächst die deutsche Luftabwehr. Bald gelang es aber, über den Dopplereffekt die Geschwindigkeit der georteten Objekte zu bestimmen und die langsam schwebenden Metallstreifen auszublenden. Diese Technik wurde auch bekannt als die „Würzburger Lösung“ oder kürzer als „Würzlaus“, bestehend aus Würz von Würzburg und Laus, der als Codename der einstigen geheimen Methode verwandt wurde. Dabei wird beim Empfänger mittels Filter exakt die eigene Sendefrequenz ausgeblendet. Nur die Frequenzen knapp oberhalb und unterhalb der eigenen Sendefrequenz wurden empfangen. Ein sich bewegendes Objekt bewirkt über den Dopplereffekt eine leichte Frequenzverschiebung. Da also nur die Frequenzen von sich bewegenden Objekten (hier: Bomber) erfasst wurden und die nicht veränderten Frequenzen der stehenden Objekte (hier: langsame Stanniolfolie der „Düppel“) ausgeblendet wurden, waren plötzlich die Bomber wieder klar auf dem Anzeigegerät. Dieses Verfahren ist heute als Moving Target Indication (SBZ Selektion beweglicher Ziele) bei fast allen modernen Radargeräten Standard. Es können somit alle „Hintergrund“-Echos ausgeblendet werden.

## Museumsgerät in Greding (Bayern)

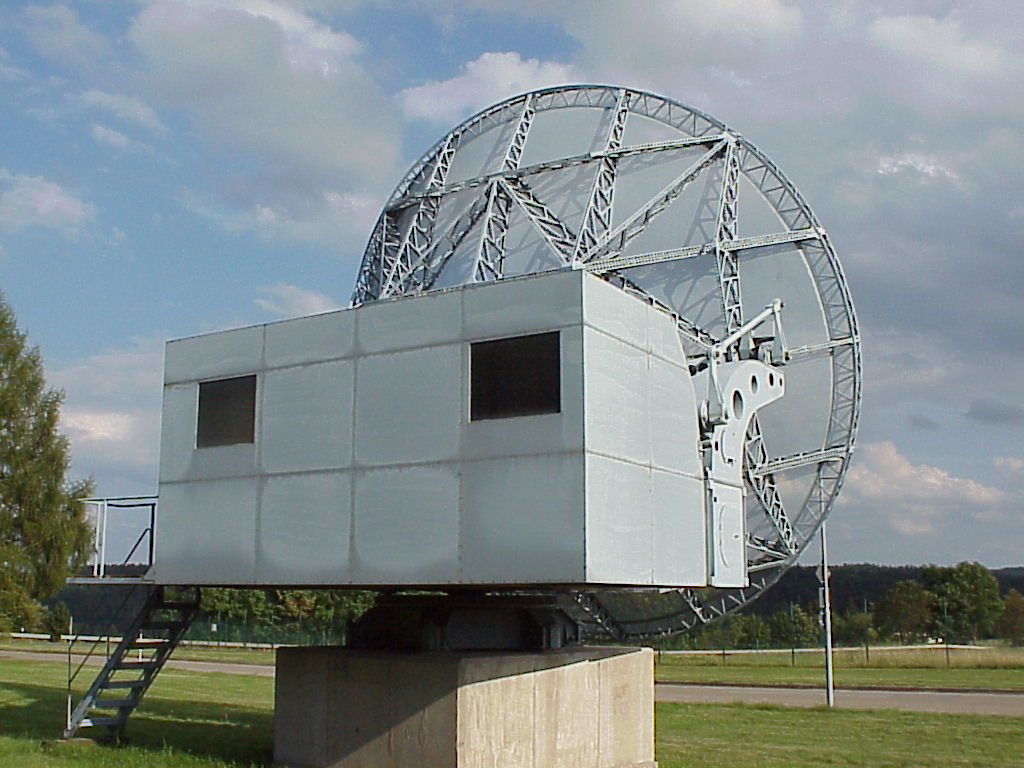
Museumsgerät in Greding, Ansicht von hinten

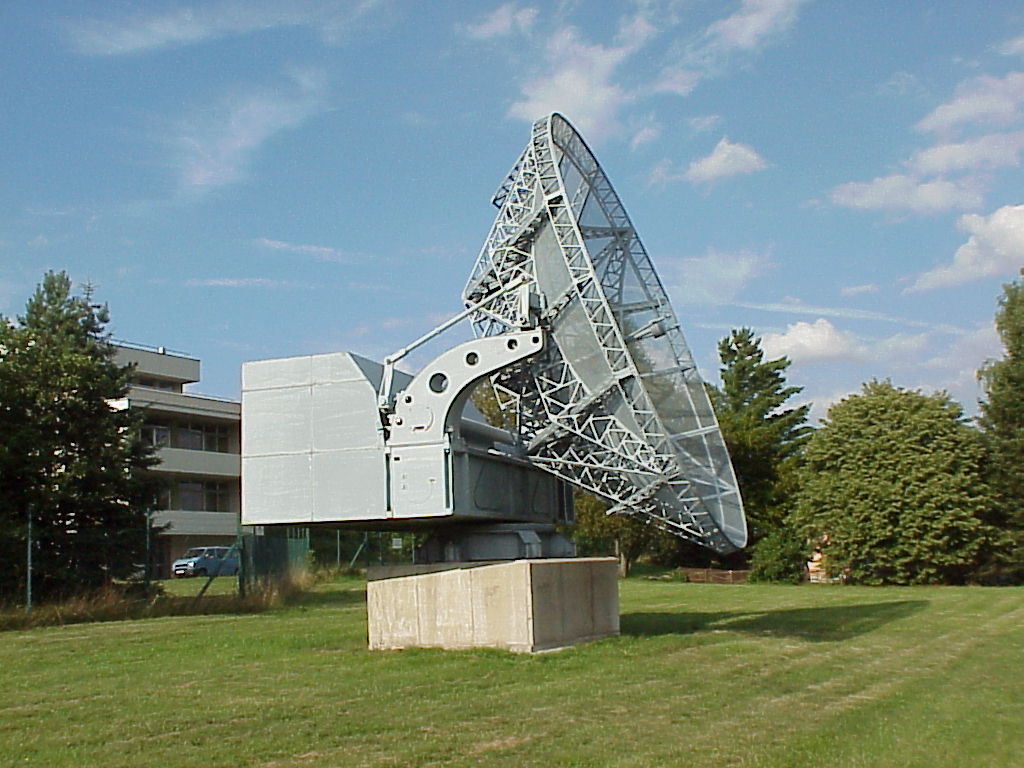
Museumsgerät in Greding, Seitenansicht

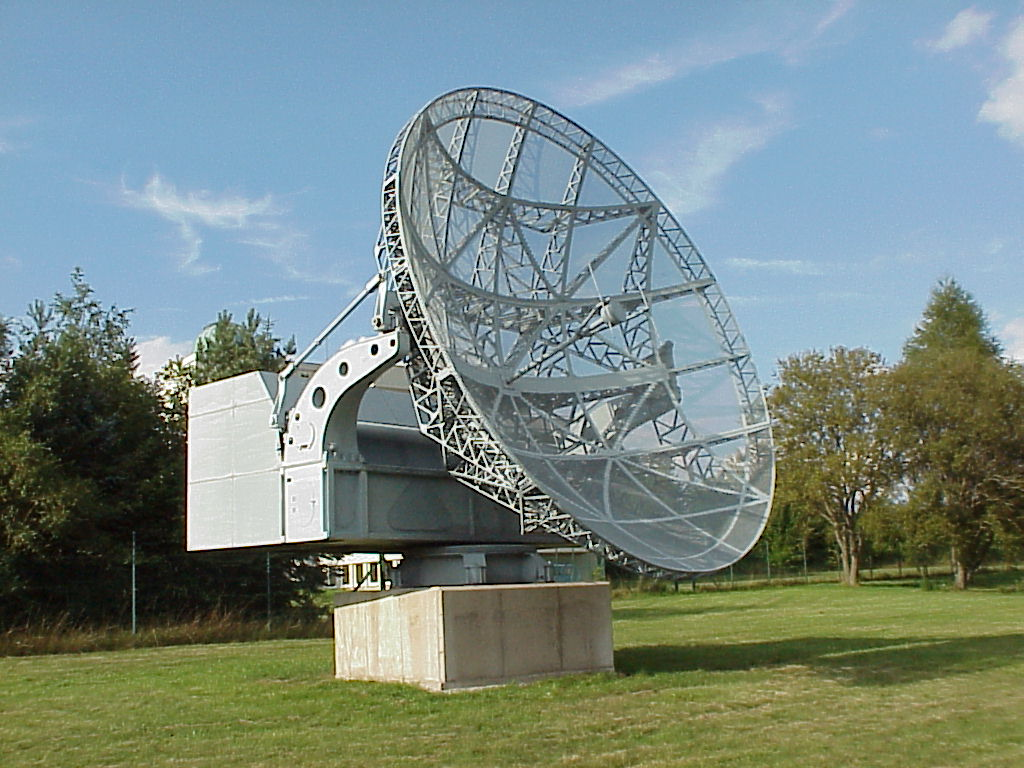
Museumsgerät in Greding, Vorderansicht

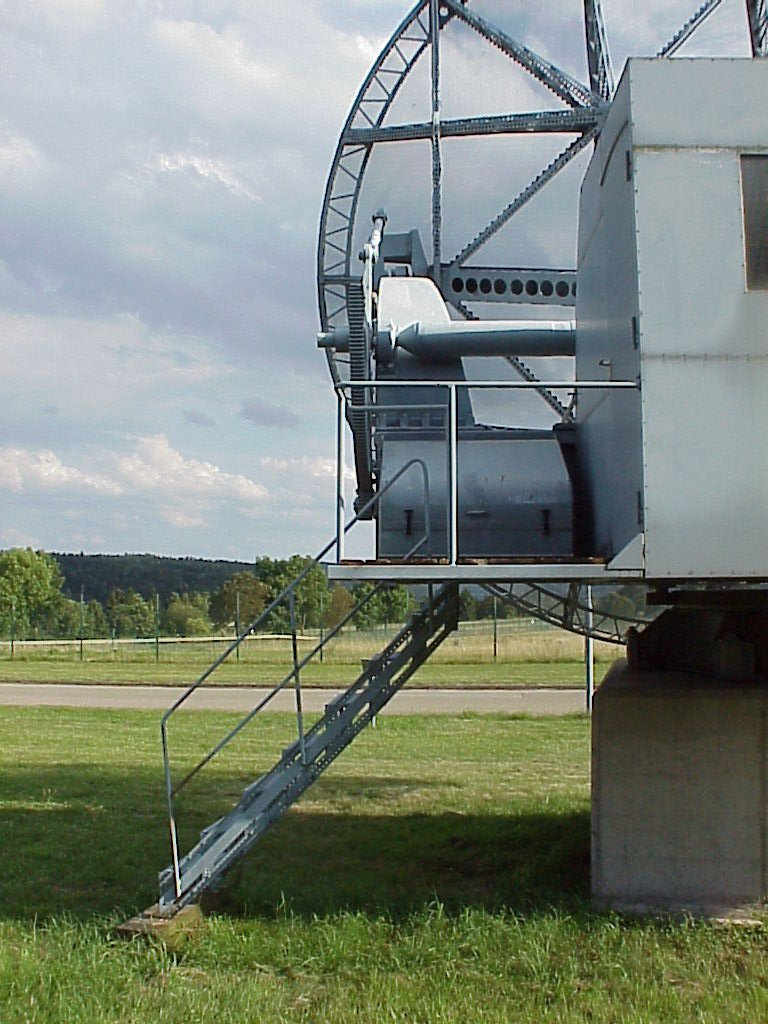
Würzburg-Riese in Greding. Position:

Die nebenstehenden Fotos von einem Würzburg-Riesen entstanden in Greding. Auf dem Kalvarienberg im Vorfeld zum Eingang der Wehrtechnischen Dienststelle (WTD 81) wurde ein solches Radargerät als Ausstellungsstück aufgebaut.
Dieses gut erhaltene Exemplar hat auch nach dem Zweiten Weltkrieg noch gute Dienste geleistet, und zwar in den USA. Dort wurde das Gerät auf 2,8 GHz (λ = 11 cm) umgerüstet, da man mittlerweile diesen Frequenzbereich beherrschte, mit dem man zudem eine größere Reichweite erzielen konnte. Die Anlage tat bis 1957 ihren regulären Dienst in den USA. Sie erreichte eine Reichweite gegen Flugziele von 600 km.
Diese Anlage wurde in Chesapeake Bay Annex im Naval Research Laboratory Maryland/USA durch einen deutschen Spezialisten wiederentdeckt, kam 1992 wieder nach Deutschland, wurde 1993 äußerlich instand gesetzt und in Greding als Museumsstück aufgestellt.
Auf dem Schild vor dem Radar steht folgender Text:
| Klassifizierung: - ortsfeste nichtnavigatorische Ortungsfunkstelle - nichtnavigatorischer Ortungsfunkdienst |           |
| Spiegeldurchmesser:                                                                                         | 7,5 m     |
| Brennweite:                                                                                                 | 153 cm    |
| Wellenlänge:                                                                                                | 53 cm     |
| Frequenz:                                                                                                   | 560 MHz   |
| Bandbreite:                                                                                                 | 500 kHz   |
| Pulsfolgefrequenz:                                                                                          | 1875 Hz   |
| Impulsbreite:                                                                                               | 2 μs      |
| Antennengewinn:                                                                                             | 32 dBi    |
| Peilgenauigkeit:                                                                                            | 0,25 Grad |
| Empfängerempfindlichkeit:                                                                                   | 250 kT0   |
| Reichweite gegen Flugziele:                                                                                 | 250 km[2] |
| Gewicht des drehbaren Teils:                                                                                | 11 Tonnen |
Auf dem Schild ist ebenfalls der Lebenslauf dieses Gerätes notiert:
| 1940 | Beginn der Entwicklung bei den Firmen Telefunken und AEG (Spiegelsteuerung), insgesamt wurden 1500 Stück gefertigt |
| 1948 | Im Frühjahr wurden Teile von zwei Geräten in die USA gebracht und zu einem Gerät vereinigt. Nach Umrüstung auf eine höhere Frequenz von 2,8 GHz entsprechend 11 cm Wellenlänge wurden damit Reichweiten gegen Flugziele von 600 km erreicht. |
| 1957 | Ende der Nutzung in den USA |
| 1991 | Entdeckung des Gerätes in Chesapeake Bay Annex des Naval Research Lab. Maryland/USA durch Baudirektor Baudisch von der Wehrtechnischen Dienststelle 81 (WTD 81).                                                                             |
| 1992 | Als Geschenk der USA an die Bundesrepublik Deutschland übergeben im Rahmen der Zusammenarbeit amerikanischer und deutscher Marinedienststellen.                                                                                              |
| 1993 | Äußerliche Instandsetzung durch das Marinearsenal Wilhelmshaven und die WTD 81. Aufstellung bei der Wehrtechnischen Dienststelle 81 für Fernmeldewesen und Elektronik (heute Informationstechnologie und Elektronik) in Greding/Bayern.      |

## Zivile Nutzung und museale Präsentation

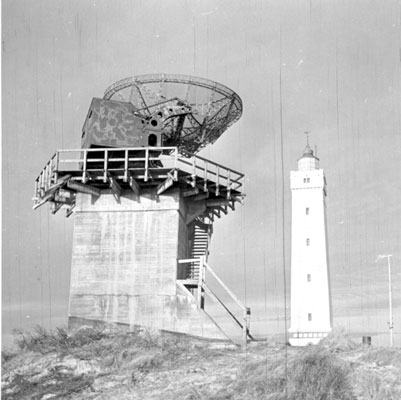
FuMO 214 („Seeriese“) der Kriegsmarine auf einem Betonturm in Dänemark. Rechts der Leuchtturm Blåvandshuk Fyr

Nach dem Krieg wurden einige Würzburg-Riesen zu Radioteleskopen umgebaut. Ein solches Gerät war im Deutschen Museum in München ausgestellt. Es wurde lange und sehr erfolgreich in Dwingeloo zur Erforschung des Weltalls eingesetzt. In seiner ursprünglichen Bauart ist es im Militärhistorischen Museum Flugplatz Berlin-Gatow zu besichtigen. Eine FuSE-65-Antenne bleibt auch auf der Sternwarte Ondřejov (ca. 35 km südöstlich von Prag) erhalten, ursprünglich gab es zwei Antennen zum Messen der Sonnenaktivität, die zweite soll sich im Militärmuseum Lešany befinden.
Südwestlich von Douvres-la-Délivrande im Département Calvados in Frankreich ist eine komplette Würzburg-Riese-Stellung erhalten, die besichtigt werden kann.
Südlich von Oostende, Belgien, steht in der Nähe des Atlantikwall-Museums ein Würzburg-Riese auf einem modifizierten Fahrgestell eines Waggons der Reichsbahn.